# Olausburg

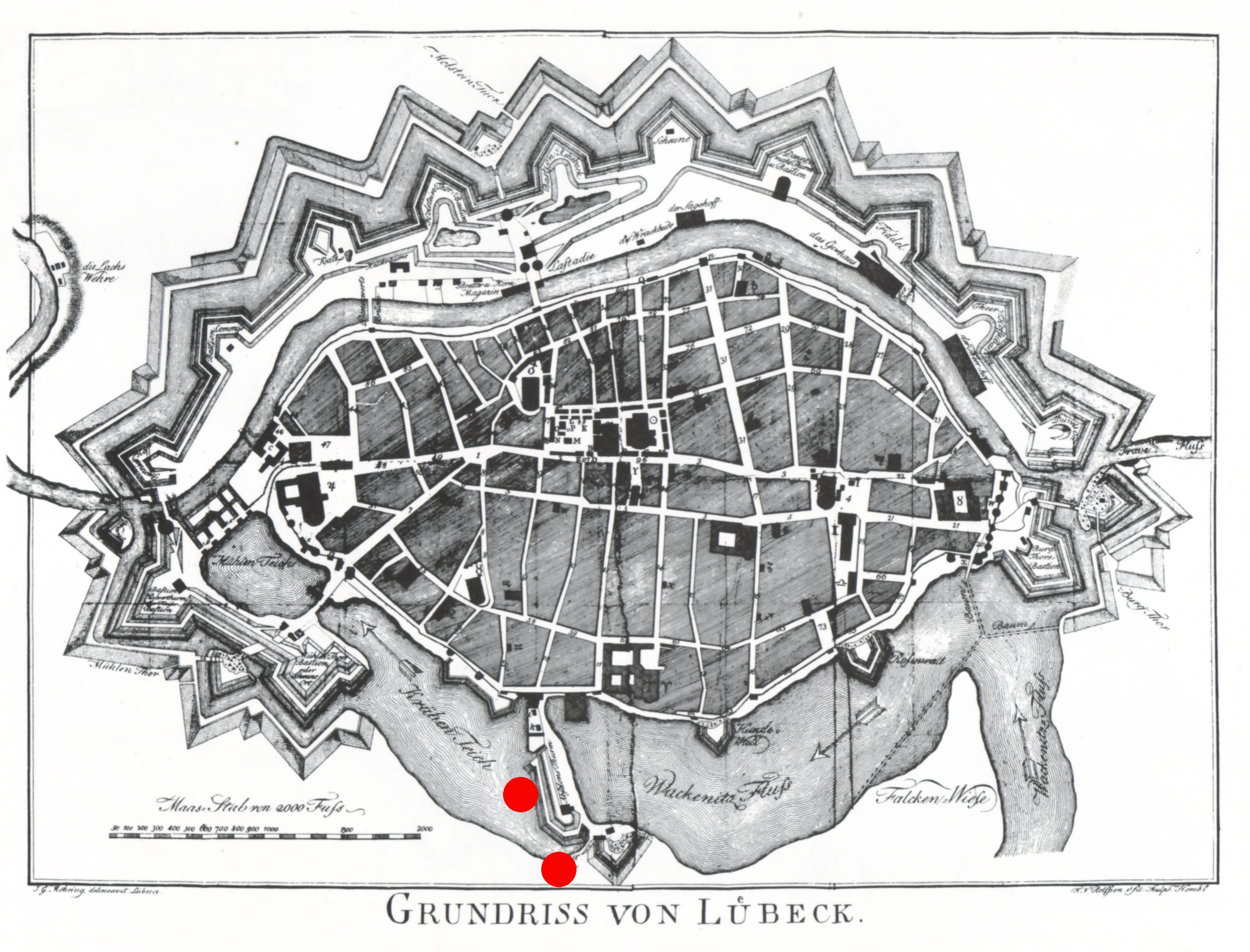
Ungefähre wahrscheinliche Standorte der Olausburg (markiert auf einer Karte aus späterer Zeit)

Die Olausburg (auch: Olavsburg und Olafsburg sowie weitere Varianten) ist ein nicht mehr existierendes Lübecker Bauwerk.

## Geschichte
Die Olausburg wird zum ersten Mal im Kämmereibuch der Jahre 1316–1338 erwähnt: Für das Jahr 1329 sind Einnahmen in Höhe von zehn Mark für den Wein, den die Ratsherren bei Versammlungen auf der Olausburg verbraucht haben, verzeichnet. Wie lange das Bauwerk zu dieser Zeit bereits existierte, ist nicht ermittelbar. Jegliche Hinweise auf seine Errichtung fehlen.
Die nach dem Heiligen Olav benannte Olausburg war, soweit dies aus den relativ wenigen schriftlichen Zeugnissen ermittelbar ist, immer Eigentum des Rats. Sie diente jedoch vorwiegend den Patriziergeschlechtern der Stadt, besonders aber der Zirkelgesellschaft, als Ort für Zusammenkünfte und Feierlichkeiten. Die Zirkelgesellschaft hielt auf der Olausburg seit ihrer Gründung 1379 am Dreifaltigkeitstag, dem Sonntag nach Pfingsten, ihre jährliche Hauptversammlung ab, zu der man sich Heinrich Rehbein und der mündlichen Überlieferung zufolge in einem Festzug zu Pferde begab, die zwei Tage dauerte und zu der nach Abschluss der Geschäftsordnung am ersten Tag auch die Ehefrauen der Mitglieder zum Fest mit Tanz eintrafen. Der zweite Tag begann mit einem Gottesdienst in der Katharinenkirche, anschließend wurde in der Olausburg gemeinsam mit den Frauen gefeiert. Übernachtet wurde nicht in der Burg.
Sowohl Heinrich Rehbein als auch die Überlieferung schildern, dass die jährliche Winterversammlung der Zirkelgesellschaft am Montag nach dem 1. Advent ebenfalls in der Olausburg stattgefunden habe. Dazu hätten sich die Mitglieder und ihre Ehefrauen in einem aufwendigen, feierlichen Festzug mit Schlitten zur Burg begeben. Daran bestehen jedoch Zweifel: Die Winterversammlung war nach den Statuten vor allem eine Gedenkfeier für die verstorbenen Angehörigen der Gesellschaft in der Katharinenkirche und nicht mit Feierlichkeiten oder Festmählern verbunden. Weder wäre dazu ein Aufenthalt in der Olausburg notwendig gewesen, noch hätte ein Schlittenkorso zum ernsten Charakter des Totengedenkens gepasst.
Auch der Rat nutzte die Olausburg für seine Zwecke. Am 12. und 13. Juni 1502 etwa ließ er dort ein großes Bankett abhalten, das mit den gesammelten Geldstrafen von 24 Jahren finanziert wurde.
Am 13. September 1531 drang eine Volksmenge – in der einzigen Schilderung des Ereignisses identifiziert als Anhänger der 64 unde 100, also des gewählten Bürgerausschusses, der im Widerstreit mit dem Rat lag – in die Olausburg ein und verwüstete das Bauwerk. Ob es sich dabei um eine Äußerung des Unmuts speziell gegen die Zirkelgesellschaft als Repräsentantin der patrizischen Elite handelte oder ob der Aufruhr sich gegen den Rat als Eigentümer der Burg richtete, ist unklar. Fest steht aber, dass die Olausburg dabei entgegen späteren Interpretationen der Geschehnisse nicht geschleift wurde. Der Bericht erwähnt nur, dass die Vandalen die Glasfenster und Fensterläden herausgebrochen, Bänke und Schränke zertrümmert, Tischplatten gestohlen und sonstige Ausstattungsgegenstände zerstört oder entwendet hätten, so dass die Zirkelgesellschaft ihr Frühlingstreffen ausfallen lassen musste.
Nach diesem Vorfall wurde die Olausburg offenbar nicht wieder instand gesetzt, sondern dem Verfall überlassen. Vermutlich bestand nach dem Zerfall der Zirkelgesellschaft und durch die nach der Reformation und der Wullenweverzeit veränderten Strukturen der Lübecker Gesellschaft kein Interesse mehr an dem Bauwerk. Noch 1560 sah Rehbein die Ruinen der Olausburg; wann sie endgültig abgetragen wurden, ist nirgendwo vermerkt.

## Der Standort
Wo sich die Olausburg befand, ist unklar. Aus der Erinnerung der Lübecker ist das Wissen um ihren genauen Standort seltsamerweise schon recht bald vollständig verschwunden, so dass bereits in einem Buch von 1693 gar keine Ortsangabe mehr versucht wird und im ausgehenden 18. Jahrhundert nur Mühlentor und Wakenitz als ungefähre Bezugspunkte erwähnt werden können.
Die Angaben in den historischen Quellen sind sehr vage. Eindeutig ist nur, dass die Burg außerhalb der Altstadtinsel zwischen Hüxtertor und Mühlentor am Ufer der Wakenitz oder auf einer Insel im Fluss stand. Rehbein, der ihre Überreste ja selber sah, beschreibt ihre Lage mit den Worten: Die Olafsburg lag außerhalb der Stadt zwischen dem Hüxter- und Mühlentor auf der Wakenitz, fast neben dem Rondell beim Hüxtertor, von Wasser umflossen wie eine Insel mit einer Zugbrücke.
Rehbeins Schilderung deutet auf einen Standort am oder im Krähenteich, zu dem sich die Wakenitz zwischen Hüxtertor und Mühlentor damals verbreiterte, hin. Der Ausbau der Lübecker Stadtbefestigung ab 1535 bis zur Lübecker Bastionärbefestigung des 17. Jahrhunderts und der Bau des Elbe-Lübeck-Kanals Ende des 19. Jahrhunderts haben die betreffende Gegend allerdings vollständig verändert, so dass heute keine eindeutigen Bezugspunkte mehr vor Ort erkennbar sind. Zwei Orte lassen sich mit dieser Schilderung in Einklang bringen. Zum einen die Südseite des Hüxterdammes, der die vor dem Kanalbau sehr breite Wakenitz querte und an dessen Ostende sich seit der ersten Hälfte des 16. Jahrhunderts ein runder Befestigungswall, das von Rehbein erwähnte Rondell, befand. Zwischen diesem Rundwall und der Brauerwasserkunst hätte die Olausburg stehen können. Die Nähe zur Brauerwasserkunst findet ihren Niederschlag auch in einem Vermerk in ihrem Rechnungsbuch von 1462, wo es hieß, dass 8 lange Bögen, die zu ihrem großen Wasserrad gehörten, im Graben lagen, der die Olausburg umgab. Wahrscheinlich handelte es sich um vorgefertigte bogenförmige Seitenteile für das hölzerne Rad, die zur Haltbarmachung im Wasser des Burggrabens gelagert wurden. Dies ergibt nur Sinn, wenn die Olausburg sich in unmittelbarer Nähe befand. Zugleich ergibt sich aber ein anderes Problem: Wenn die Burg auf einer Insel am Hüxterdamm lag, kann sie nicht von dem Graben umgeben gewesen sein, der in mehreren Quellen erwähnt wird. Außerdem ist auf der Diebel-Stadtansicht von 1552 zwischen Hüxtertorrondell und Wasserkünsten entlang des Damms nichts erkennbar, das sich als die ja noch 1560 vorhandenen Ruinen deuten ließe (allerdings könnten Rondell und Absalonsturm die Überreste verdecken). Hieraus ergibt sich die zweite Möglichkeit: Die Olausburg befand sich vielleicht nicht auf einer Insel neben dem Hüxterdamm, sondern vor dem Rondell am Nordende des Krähenteichs auf dem Ostufer der Wakenitz, wo ein vom Gewässer abzweigender Graben das Bauwerk umflossen und in eine inselähnliche Lage versetzt haben könnte. Zugleich wäre dieser Standort außerhalb des Bildausschnitts gewesen, den Diebels Stadtansicht erfasst. Dort hätte die Burg, falls sie wirklich ursprünglich ein Wehrbau war, auch als Schutz für den seit 1289 beide Ufer verbindenden Hüxterdamm fungieren können. Auch in der Cosmographia von Sebastian Münster (1550), deren Lübeck-Ansicht von Osten des Holzschneiders David Kandel schon vor 1535 entstanden sein muss, weil die nach 1535 aufgeschütteten Wälle noch fehlen, zeigt trotz ansonsten weniger Fehler und einer insgesamt großen Detailtreue kein derartiges Gebäude.
Da auch beim Bau des Elbe-Lübeck-Kanals keinerlei Überreste gefunden wurden, die man mit der Olausburg in Verbindung bringen könnte, bleiben die Überlegungen zu ihrem Standort vorerst spekulativ. Völlig realitätsfern sind in jedem Falle einige im 19. Jahrhundert aufgekommene Vermutungen, denen zufolge die etwas über drei Kilometer wakenitzaufwärts gelegene Insel Spieringshorst  oder die gegenüberliegende Halbinsel Kaninchenberg der Ort der Olausburg gewesen sei. Für beide Annahmen gibt es keinerlei Belege, richtig ist nur, dass der Lübecker Bürgermeister Gotthard V. von Hoeveln Ende des 16. Jahrhunderts auf Spieringshorst ein größeres Haus unterhalten hat. Auch die aufwendigen, festlichen Umzüge der Zirkelgesellschaft zu Pferde bzw. mit Schlitten, die nur sinnvoll wären, wenn es sich um eine längere Strecke handelte – was eigentlich klar für eine nicht unmittelbar vor dem Hüxtertor gelegene Anlage spricht –, lassen sich nicht als Argument für diese weit vor der Stadt befindlichen Plätze anführen. Hinweise auf diese Umzüge finden sich erst bei Rehbein und in der sagenhaften späteren Überlieferung, sind also bereits ausgeschmückte Rückprojektionen. Hinzu kommt, dass die festgelegten Abläufe der Frühlingsversammlung keine Zeit für eine längere Anreise am zweiten Tag der Feierlichkeiten ließen: Die Teilnehmer begaben sich von einem gemeinsamen Gottesdienst in der Katharinenkirche direkt zum Essen zur Olausburg.

## Gestalt des Bauwerks

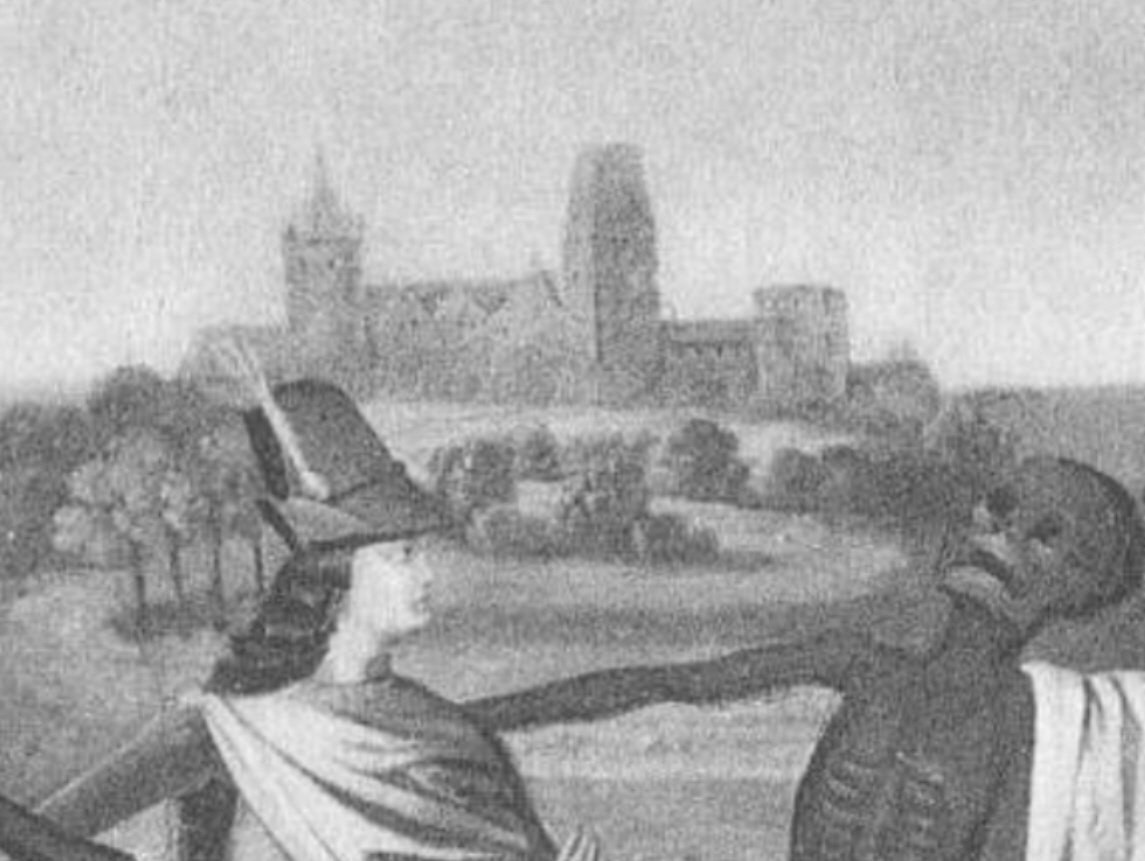
Burganlage im Lübecker Totentanz, der Überlieferung zufolge Darstellung der Olausburg

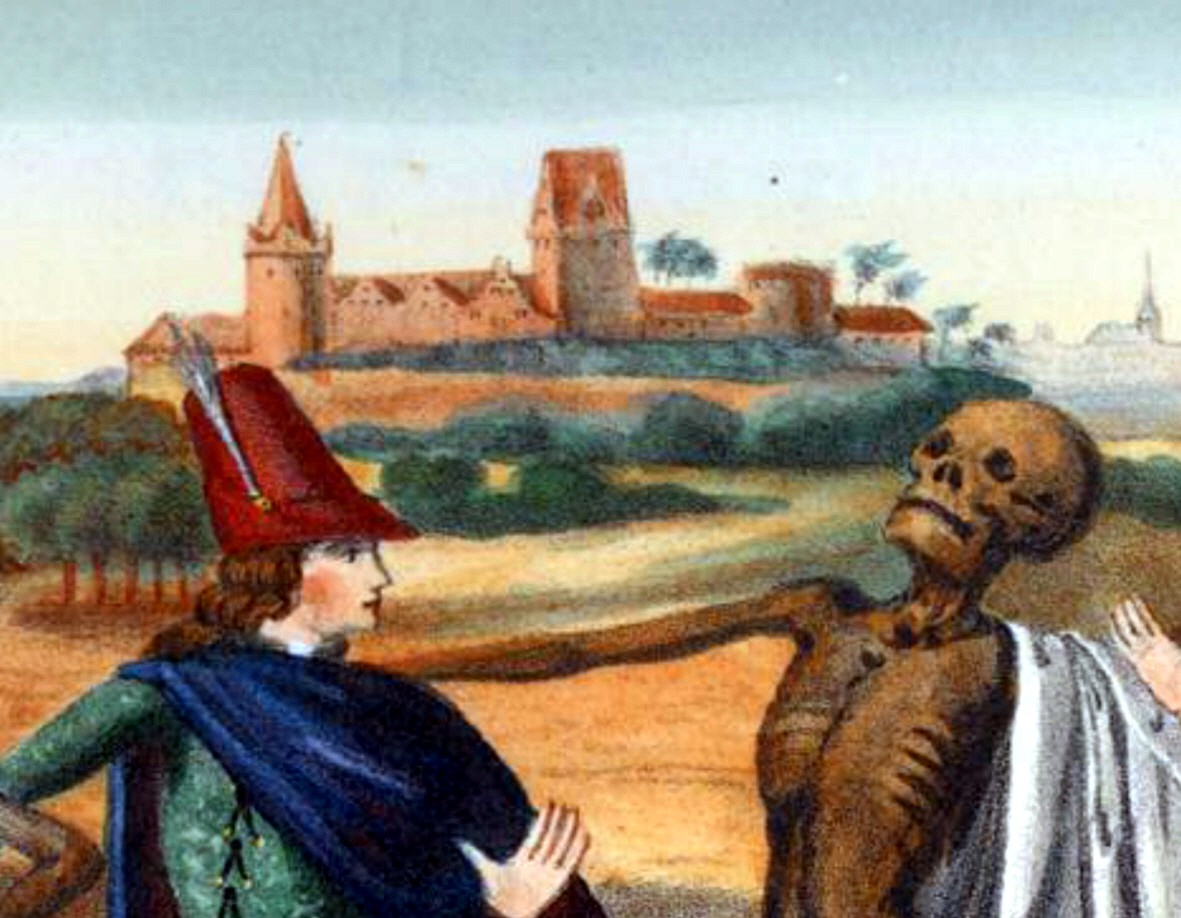
Die Burganlage in einer Farblithographie von Carl Julius Milde, 1866

Über Aussehen und Größe der Olausburg ist noch weniger bekannt als über ihren Standort. Die dort abgehaltenen Versammlungen und Feste legen nahe, dass es zumindest einen geräumigen, repräsentativen Saal gab. Graben und Zugbrücke deuten darauf hin, dass die Olausburg ehemals wirklich Verteidigungszwecken diente und dementsprechend massiv aufgeführt war. Dazu passt, dass 1502 auch ausdrücklich ein Turm genannt wird. Außerdem findet eine Abortanlage Erwähnung. Nach einer nicht mehr zu ihren Ursprüngen zurückverfolgbaren Überlieferung stellte die Burganlage, die im 1942 vernichteten Lübecker Totentanz von 1463 hinter der Figur der Jünglings sichtbar war, die Olausburg dar. Diese Behauptung lässt sich nicht verifizieren. Die Burg ist recht weit entfernt von der im Hintergrund erkennbaren Silhouette Lübecks und kann somit nicht mit dem Gebiet um Mühlentor und Hüxtertor in Verbindung gebracht werden. Auch sind die Ausmaße des Bauwerks zu groß für eine Anlage, die ohne Überreste verschwunden ist. Überdies handelt es sich eindeutig um eine Burg auf einer Anhöhe, die mit der Lage an oder auf der Wakenitz nicht in Übereinstimmung zu bringen ist. Dennoch ist es zumindest denkbar, dass die dargestellte Burg, für die sich in der Umgebung Lübecks ansonsten keinerlei Vorbild ausmachen lässt, in ihren charakteristischen Zügen die Olausburg nachempfand, so dass Zeitgenossen sie trotz der auf künstlerischer Freiheit beruhenden Diskrepanzen eindeutig wiedererkannt hätten. Belege hierfür gibt es jedoch nicht.